# Kells (Meath)
Kells (in irlandese: Ceanannas) è un piccolo abitato che sorge nella contea di Meath, in Irlanda. Situato su un affluente del fiume Nore al termine dell'autostrada M3, è un luogo rinomato per l'influenza storica e culturale del suo monastero.
Il celebre Libro di Kells, conservato a Dublino, prende il nome dall'abitato essendo stato conservato nel monastero per secoli.
Non va confusa con l'omonima località nella contea di Kilkenny, anch'essa sede di un luogo monastico molto importante, così come l'altra Kells nell'Antrim, Irlanda del Nord.

## Toponomastica
L'abitato era originariamente conosciuto come in gaelico come Ceannanas o Ceannanus e si pensa che l'attuale toponimo 'Kells' derivi dall'originale. Dal XII secolo in poi, il villaggio fu chiamato in svariati modi in lingua inglese ed anglo-normanna: Kenenus, Kenelles, Kenles, Kenlis, Kellis fino ad arrivare all'attuale forma Kells. Si pensa inoltre che Kenlis e Kells vengano in realtà da un altro corrispettivo irlandese, Ceann Lios,  "[il] forte in alto". Peraltro Kells, Kenlis ed Headfort appaiono egualmente come titolo nobiliare della famiglia Taylor.
Nel 1929, Ceannanus Mór divenne il toponimo ufficiale dell'abitato sia in irlandese che inglese. A seguito della costituzione dello Stato Libero d'Irlanda molti villaggi videro il proprio nome riportato al toponimo originale storico in irlandese o comunque in un corrispettivo valido in lingua gaelica qualora fossero stati fondati dagli inglesi (Cobh e Portlaoise sono gli esempi più evidenti).  Tuttavia nel 1993, 'Kells' fu riadottato come nome ufficiale inglese, mentre Ceannanus quello gaelico, perdendo il prefisso -mor utilizzato per circa 70 anni.

## Luoghi d'interesse

### Sito monastico
L'Abbazia di Kells, con la sua importante torre circolare del X secolo, è il monumento più antico di Kells. Originariamente un monastero, oggi è sostanzialmente un edificio storico in rovina contenente oltre alla molto più recente chiesa di San Columba, un antico cimitero e manufatti di importanza notevole.
Il monastero fu fondato da Columba di Iona intorno al 554 d.C. e la sua importanza è centrale nella storia e cultura irlandese. In questo monastero è stato probabilmente manoscritto e comunque sicuramente conservato il celebre Book of Kells (oggi esposto al Trinity College di Dublino) così come sono stati prodotti alcuni importanti manufatti, ad esempio la staffa vescovile conosciuta come Kells Crozier ed esibita al British Museum.
La chiesa di San Columba fu costruita nel 1778 dove si ergeva l'antico monastero ed è oggi sede delle funzioni religiose della Church of Ireland. Il cimitero della chiesa è importante anche per la presenza di numerose statue, lapidi scolpite e altri manufatti ritrovati in passato ed in particolare la maggioranza delle varie pregevoli croci celtiche dell'area.

### Saint Columcille's House
Curioso edificio di particolare d'interesse lo desta la cosiddetta Saint Columcille's House, situata a poca distanza dall'antico cimitero della chiesa in uno dei punti più elevati del villaggio. Si tratta di una piccola costruzione in pietra con tetto spiovente, identificata come un antico oratorio, costruita con buona probabilità intorno all XI secolo. Vi si accede all'interno tramite una scalinata, tuttavia l'ingresso non è consentito in genere al pubblico se non su richieste specifiche o per eventi particolari.
Il cimitero della chiesa è importante anche per la presenza di numerose statue, lapidi scolpite e altri manufatti ritrovati in passato ed in particolare la maggioranza delle varie pregevoli croci celtiche dell'area.

### Croci celtiche
Kells è una delle località più ricche di croci celtiche di spessore artistico in Irlanda. 
Ben quattro imponenti croci celtiche riccamente scolpite e decorate sono conservate nel cimitero della Chiesa di San Colomba, all'interno dell'abitato, tra cui una incompiuta esteticamente meno appagante ma a livello storico fondamentale per capire come avveniva la scultura di queste opere artistiche.
Una delle croci celtiche ha avuto da sempre una collocazione bizzarra: per lungo tempo sistemata in un trafficato incrocio al centro del villaggio delle due strade principali, Market Street e Cross Street (da cui il nome Market Cross che le viene dato), è stata danneggiata a seguito di un incidente provocato da un bus. Successivamente è stata collocata, sotto ad una copertura con tetto, davanti ad un edificio che storicamente serviva l'area come tribunale. Il fatto curioso è che una replica della stessa sia conservata al riparo da intemperie e da danneggiamenti dentro un museo.

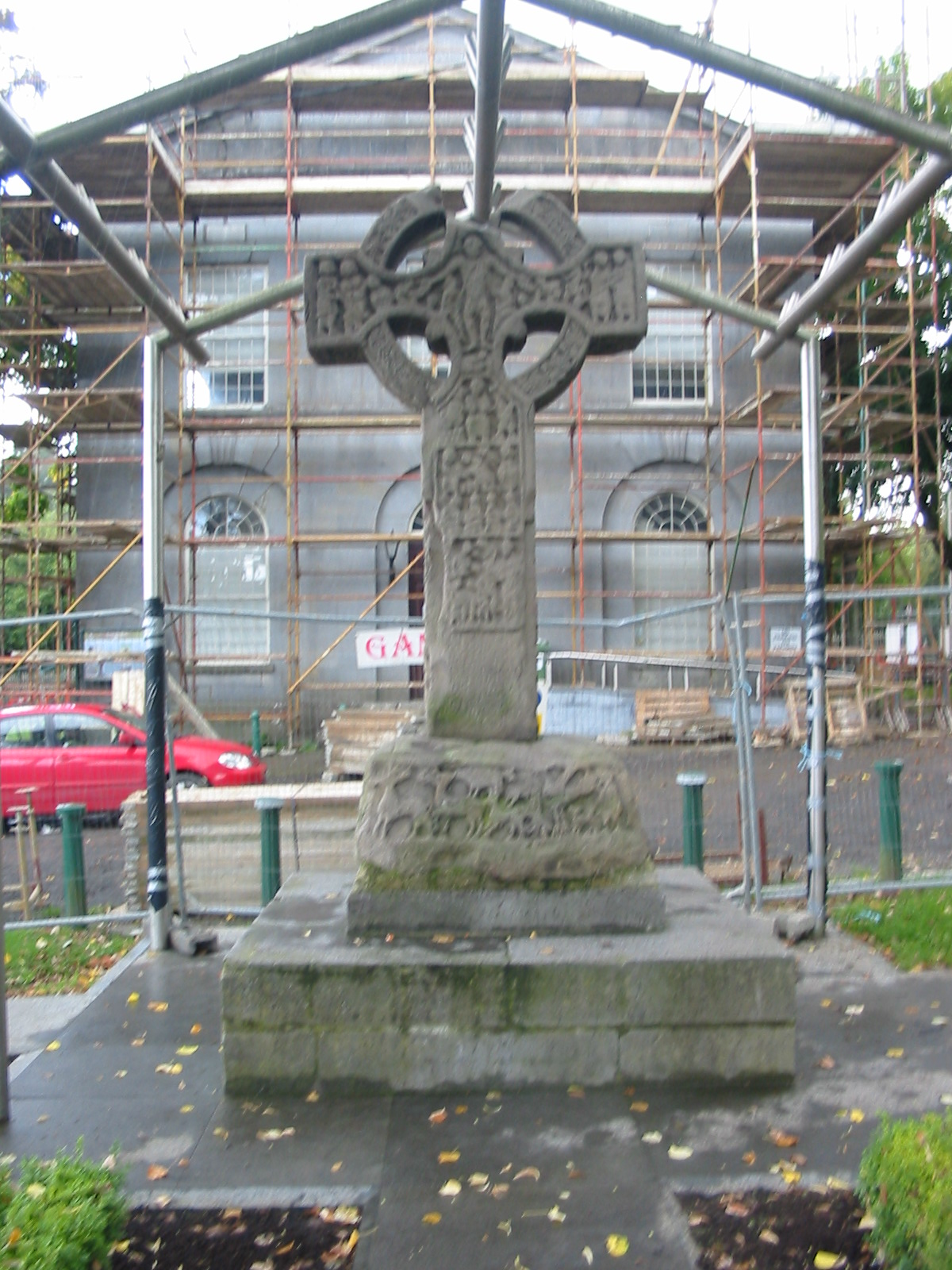
La Market Cross nella sua attuale collocazione
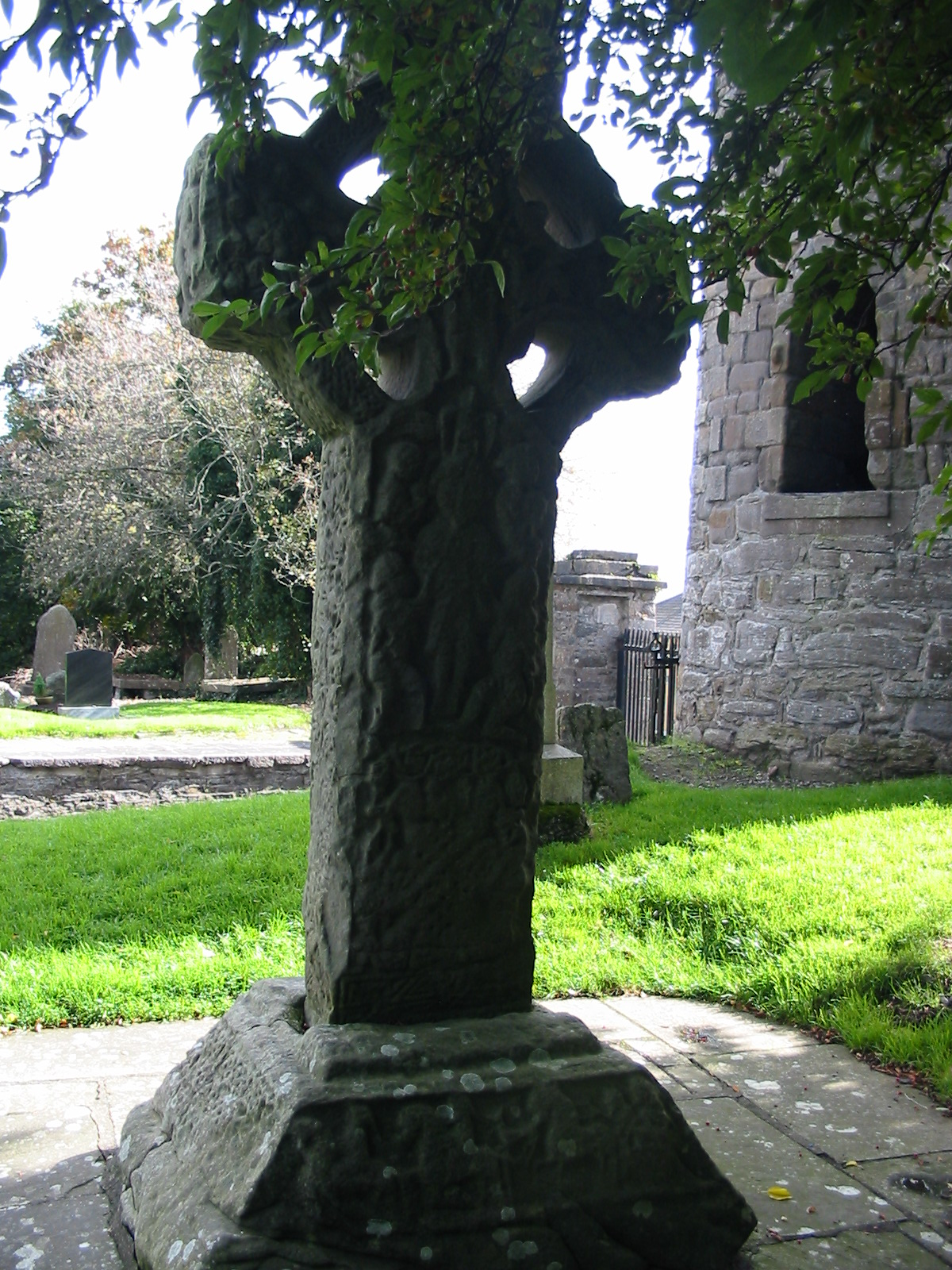
La croce più antica, la Cross of Kells, lato ovest
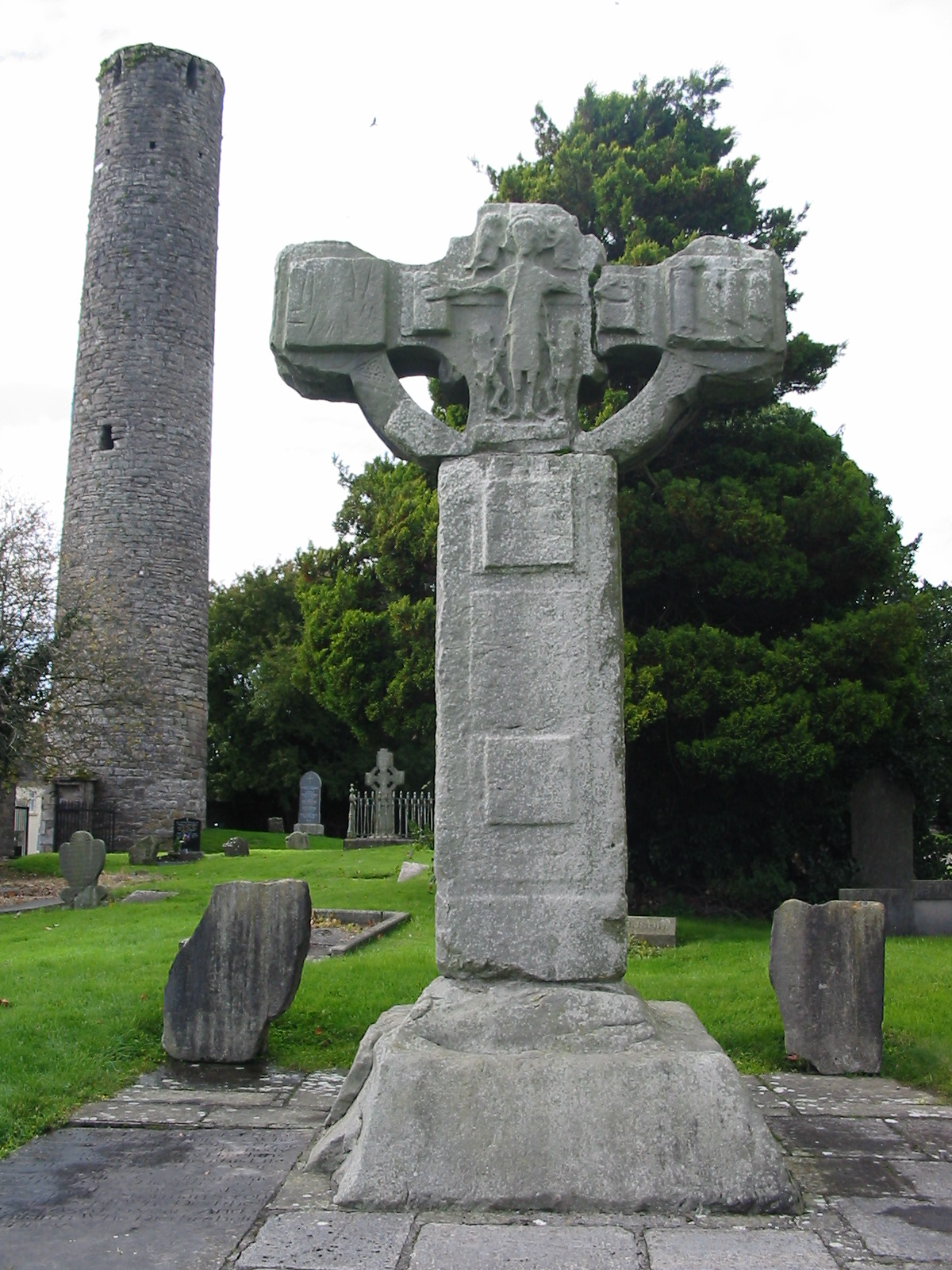
La croce incompiuta

### Tower of Lloyd

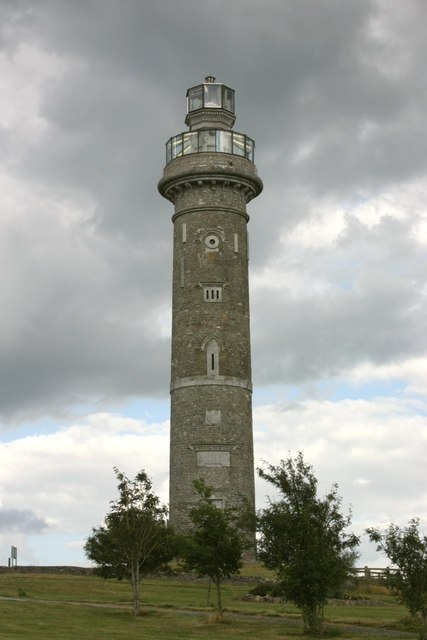
La Tower of Lloyd

Appena fuori dall'abitato di Kells, sulla strada per Oldcastle sorge la cosiddetta collina di Lloyd, così chiamata a causa di Thomas Lloyd di Enniskillen che vi fece accampare una ingente armata guglielmita durante le guerre del 1688-91 contro i Giacobiti. Sulla cima della collina è presente un curioso ed interessante edificio a forma di torre chiamato la Tower of Lloyd, in realtà uno stravagante faro eretto con la forma di una gigantesca colonna dorica e sormontato da una lanterna smaltata eretta in memoria di Thomas Taylor, 1º Conte di Bective, da suo figlio. La torre è alta circa 30 metri e dalla sua sommità è possibile godere di suggestive vedute sulla campagna circostante e delle aree vicine, fino a scorgere i monti Mourne in Irlanda del Nord nelle giornate più chiare. Questo edificio era stato realizzato in realtà per vedere le corse di cavalli e avvistare selvaggina nelle sedute di caccia nel XIX secolo. È stata posta una placca sulla torre che recita: This pillar was designed by Henry Aaron Baker Esq. architect was executed by Mr. Joseph Beck stone cutter Mr. Owen Mc Cabe head mason Mr. Bartle Reilly overseer Anno 1791.
L'area intorno alla torre è stata trasformata oggi in un parco pubblico ("The People's Park") ed include la Paupers' Grave (una lapide per gente povera che in passato non poteva permettersi esequie e tombe). Questo cimitero era una scelta forzata in tempi di grande povertà per l'Irlanda. Una messa viene ancora oggi celebrata annualmente ed il cimitero viene indicato come un aspro e vivo ricordo del periodo delle Workhouse e dell'estrema povertà in cui la popolazione a più riprese fu costretta a sopravvivere, in particolare durante la Grande carestia irlandese.

## Infrastrutture e trasporti
Fino all'inaugurazione della nuova autostrada M3, avvenuta nel giugno 2010, Kells era ben nota per l'incredibile traffico che la caratterizzava quasi quanto per i suoi monumenti storici. Costituiva un passaggio forzato nella vecchia statale è N3 per e da Dublino che si incrociava con la non meno trafficata N52 da Dundalk a Nenagh, con un transito giornaliero all'interno dell'abitato di circa 18.000 veicoli. Tutto il flusso di veicoli andava ad incrociare il centro cittadino che si trasformava in un "collo di bottiglia" particolarmente odiato dagli automobilisti. La nuova autostrada M3 ha significativamente ridotto i tempi di percorrenza per Dublino, riducendo drasticamente anche la presenza di veicoli nell'abitato.
Attualmente le principali infrastrutture che servono Kells sono:
- La M3, che termina il suo percorso verso nord proprio all'esterno dell'abitato e la collega con Dublino. L'autostrada è a pagamento, effettuabile a un casello all'ingresso per un pedaggio di € 1,40. Un secondo pedaggio è previsto vicino a Dublino per lo stesso importo.
- Kells è regolarmente servita da corse di bus della Bus Éireann che durano circa un'ora e mezzo da e per la Busáras di Dublino.
- La "Meath on Track"[8] sta lavorando per reintrodurre un tratto ferroviario che estenda l'attuale ferrovia di Navan per Dublino fino a raggiungere Kells. Le corse dei treni dovrebbero durare, una volta aperte, circa 60 minuti a seconda delle fermate.